# Werder (Mecklembourg)
Pour les articles homonymes, voir Werder.
Werder est une municipalité allemande du land de Mecklembourg-Poméranie-Occidentale et l'arrondissement de Ludwigslust-Parchim.